# Stazione di Torre Annunziata Centrale
La stazione di Torre Annunziata Centrale è una stazione ferroviaria gestita da Rete Ferroviaria Italiana ubicata a Torre Annunziata posta lungo la ferrovia Napoli-Battipaglia, è capolinea della linea per Gragnano e per Cancello, ora entrambe soppresse.

## Storia
La stazione è stata inaugurata il 1º agosto 1842 unitamente alla linea per Castellammare di Stabia, di cui è ancora capolinea. Essa è stata inoltre capolinea dell'attuale linea Napoli-Salerno per circa due anni, fino a quando l'infrastruttura, nel 1844, passando per Pompei, Angri, e Pagani, non raggiunse Nocera Inferiore.
Seguendo le vicissitudini dell'infrastruttura su cui sorge, nel corso del 1863 la neonata SFM acquisì dalla Società Bayard la ferrovia Napoli-Salerno, la diramazione per Castellammare e le relative stazioni, tra cui quelle oplontine.
Nel 1885, la Napoli-Salerno, la diramazione per Castellammare e le rispettive stazioni vennero affidata alla Società Italiana per le Strade Ferrate del Mediterraneo, fondata per l'occasione. Il 1º maggio dello stesso anno fu inauguarata la linea per Cancello, di cui la stazione era capolinea. L'anno successivo, esattamente il 15 aprile, fu invece inaugurato il raccordo di Torre Annunziata, che collegava la stazione di Torre Annunziata Centrale con la stazione di Torre Annunziata Marittima: era un raccordo di grande importanza in quanto smaltiva l'intenso traffico merci che arrivavano via mare nel porto di Torre Annunziata.
Nel 1905 fu approvato un disegno di legge, la legge 22 aprile 1905, n. 137 (chiamata legge Fortis ed entrata in vigore il 1º luglio 1905), che diede inizio al processo di statalizzazione delle Ferrovie Italiane, che portò sotto il controllo diretto dello Stato anche la stazione di Torre Annunziata Centrale.
Il 30 dicembre 1939 avvenne in stazione un incidente ferroviario, causato dallo scontro tra un treno locale ed uno a lunga percorrenza.
Verso la fine degli anni ottanta, era cessato del tutto il traffico ferroviario sul raccordo con la stazione Marittima a causa dell'avvento del trasporto su gomma dagli anni sessanta in poi. Da allora è in uno stato di totale abbandono ed utilizzato solo per le manovre da e per la stazione di Torre Annunziata Centrale.
Il 9 aprile 2001 vi fu l'affidamento della stazione a Rete Ferroviaria Italiana. Il 7 giugno 2000 invece si era costituita Trenitalia (già Italiana Trasporti Ferroviari), alla quale fu affidato invece il trasporto dei passeggeri. Nel febbraio 2006, la linea per Cancello fu chiusa per lavori, con riapertura prevista nel settembre dello stesso anno; tuttavia, al termine dei lavori l'esercizio ferroviario non venne ripreso. Il 10 ottobre 2014 la linea venne soppressa con decreto numero 420 e versa ora in uno stato di degrado. Tuttavia, nonostante la soppressione "giuridica", rimane attiva per il gestore dell'infrastruttura.

## Struttura e impianti
La stazione è situata a Piazza Risorgimento, in una zona decentrata rispetto al centro cittadino. Nei pressi della stazione vi è uno stabilimento per la demolizione di rotabili ferroviari, mentre è dismesso il raccordo per la stazione merci di Torre Annunziata Marittima, che era al servizio del porto cittadino. All'interno del fabbricato viaggiatori è presente inoltre una chiesa.

## Movimento
La stazione risulta essere una delle più attive dell'intera linea per movimento passeggeri. 
Effettuano fermata tutti i treni regionali e metropolitani in direzione Napoli Campi Flegrei, Napoli Centrale, Castellammare di Stabia e Salerno. In passato invece fermavano anche treni a lunga percorrenza come Espressi ed InterCity.

## Servizi
La stazione dispone di:
- Bar
- Biglietteria automatica
- Posto di Polizia Ferroviaria
- Sala d'attesa
- Servizi igienici

## Interscambi
La stazione dispone di:
- Stazione taxi
- Fermata e capolinea autobus